# Alexia Grinda
Alexia Bénédicte Irina Manuella Olivia Grinda (Boulogne-Billancourt, 10 juli 1967) is een buitenechtelijke dochter van prins Bernhard van Lippe-Biesterfeld.
Bernhard verwekte haar bij zijn Franse maîtresse Hélène Grinda, met wie hij van 1966 tot en met 1969 een buitenechtelijke relatie onderhield. Ze is ook bekend onder de naam Alexia Lejeune, naar haar stiefvader Stanislas baron Lejeune, die Alexia in 1972 erkende toen hij met haar moeder trouwde.

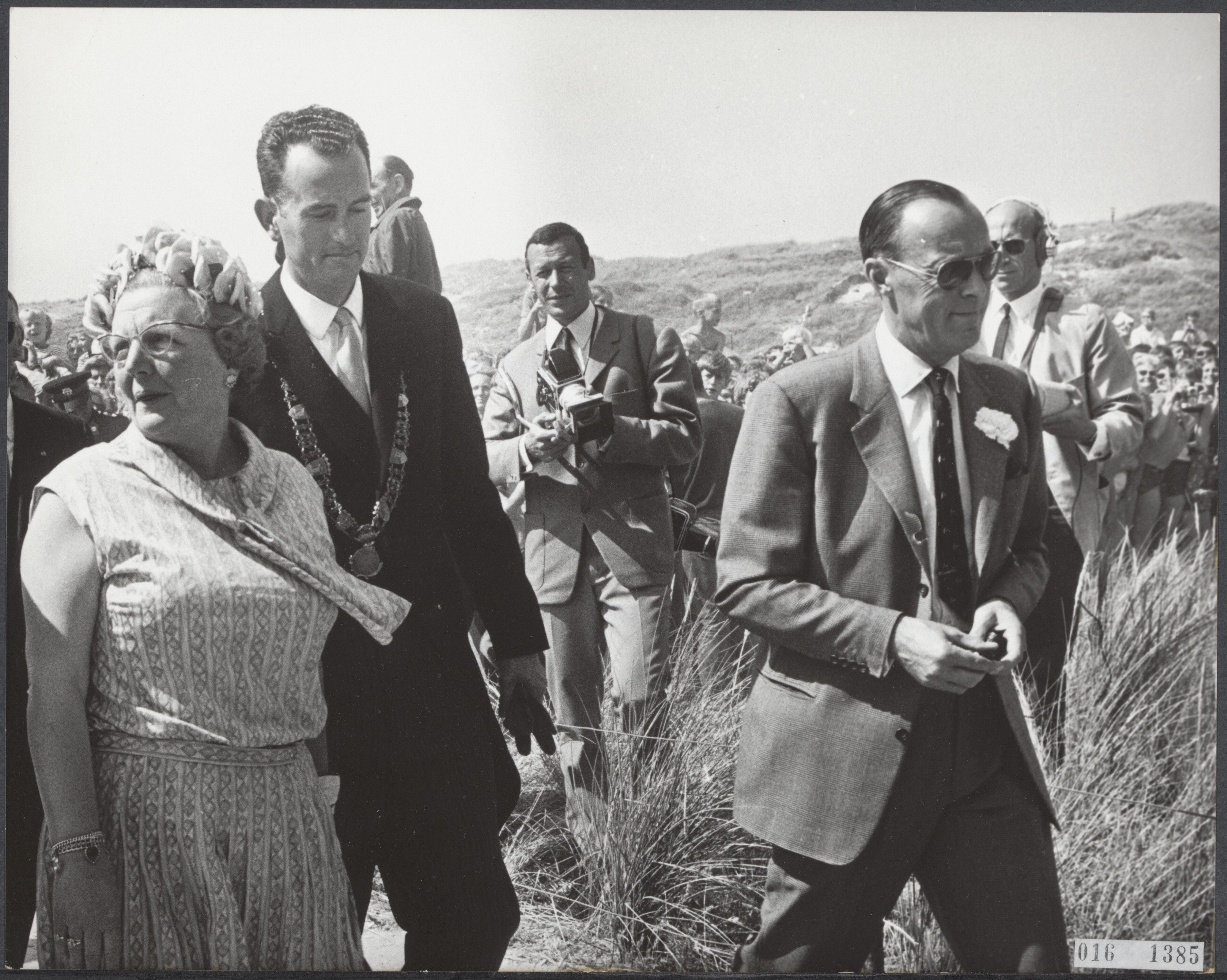
Prins Bernhard en koningin Juliana tijdens een bezoek aan Vlieland op 10 juli 1967, de geboortedag van Alexia Grinda.

## Biografie
De peetouders van Alexia zijn Edmond Adolphe de Rothschild, prins Bernhard en haar tante Francine Grinda. Prins Bernhard gaf in een interview met de journalisten Pieter Broertjes en Jan Tromp, dat vlak na zijn overlijden gepubliceerd werd, het bestaan van Alexia voor het eerst aan de buitenwereld toe. Hij beweerde daarin dat Alexia "ongeveer tien, vijftien jaar" was, toen hij zijn echtgenote koningin Juliana over haar inlichtte.
Alexia werd geboren in hetzelfde jaar als Bernhards oudste kleinzoon koning Willem-Alexander. Tijdens de Lockheed-affaire (1976) werd haar bestaan bij het grote publiek bekend. 
Alexia zou volgens Bernhard altijd hartelijk door hem zijn ontvangen op Paleis Soestdijk. Prinses Beatrix en haar drie zussen onderhielden in ieder geval tot anno 2011 geen contact met Alexia en hun andere halfzus Alicia de Bielefeld. De Rijksvoorlichtingsdienst wil over de verstandhouding tussen prinses Beatrix en haar halfzussen geen mededelingen doen. Na het overlijden van Bernhard zou zij volgens hem, net als zijn wettige dochters, voor een zesde deel meedelen in de erfenis.